# Halálos kartell
A Halálos kartell (eredeti cím: Close Range) 2015-ben bemutatott amerikai akció-thriller, Isaac Florentine rendezésében. A főszerepet Scott Adkins, Nick Chinlund, Jake La Botz és Tony Perez alakítja.
Világpremierje a lengyel televízióban volt 2015. szeptember 16-án, december 4-étől korlátozott számú moziban mutatták be és Video on Demand-kiadást kapott az Amerikai Egyesült Államokban. Magyarországon az AMC kábelcsatornán sugározták szinkronizálva 2021. január 12-én.
A film középpontjában Colton MacReady áll, akinek egy korrupt serifftől, valamint egy bosszúszomjas és veszélyes kábítószer-kartelltől kell megvédenie családját és otthonát.

## Cselekmény
A mexikói Sonorában, egy Colt MacReady (Scott Adkins) nevű ex-katona, aki ma már törvényen kívüli, megmenti unokahúgát, Hailey-t, akit a drogkartell vezetője, Fernando "Golyóálló" Garcia elrabolt. Ezt követően, Colt visszaszerez egy pendrive-ot is, majd elindulnak hazafelé az Arizónában található Santa Cruz megyébe. Jasper Calloway seriff, aki Garciának dolgozik, telefonhívást kap főnökétől, és azt a parancsot adja ki neki, hogy vegye őrizetbe Colt-ot és sógorát, Walt Reynolds-ot, mert nagy összegű pénzt loptak tőle, emellett Colt megölte néhány emberét. Közben Garcia és az emberei elindulnak Mexikóból, hogy elkapják Colt-ot.
Amikor seriffek érkeznek Walt házához, Colt gyorsan elrejtőzik egy munkásoknak fenntartott melléképületben. Jasper őrizetbe veszi Waltot, és megkérdezi Colt húgától, Angelától a férfi tartózkodási helyét. Walt végül elárulja, hogy Colt a melléképületben bújt meg, de eközben Colt elmenekül Walt kocsijával, a seriff pedig üldözőbe veszi. Közben Garcia megérkezik az embereivel a házhoz. Garcia hidegvérrel fejbe lövi Waltot, miután bocsánatot kért tőle tettéért. Ezután Garcia megbízza két legjobb emberét, Reinát és Cruz-t, hogy találják meg Colt-ot és szerezzék tőle vissza a pendrive-ot. Garcia emberei a házban túszul ejtik Angelát és a lányát, Hailey-t. Ez idő alatt a seriffek elkapják Coltot, de Reina és Cruz megölik őket. A tűzharc után Coltnak sikerül megölni mindkettőjüket. Nem sokkal később, két másik férfi, Lobo és Arguillar tartóztatja fel Colt-ot. Coltnak sikerül megölnie Aguillart és kifaggatja Lobót a pendrive tartalmáról, amely fontos információkat tárol Garcia bankszámláiról. Colt végez Lobóval is és siet vissza a lakóhelyre.
Miután megfigyeli, ahogy Jasper elhagyja a házat, Colt megöli Garcia egyik legjobb emberét. Amikor Garcia megtudja, hogy az emberei meghaltak, fenyegetőzni kezd Hailey megölésével, ha Colt nem adja meg magát. Coltnak sikerül legyőznie Garcia maradék emberét, és hosszas lövöldözés kerekedik ki közte és Garcia között. Hailey az állami rendőrséget hívja segítségül, de a telefonközpontos átirányítja a hívást Jaspernek. Angela megsérül, miközben Colt megpróbálja megölni a maradék embert. Colt megparancsolja Angelának és Hailey-nek, hogy meneküljenek el a házból, de Garcia elkapja őket. Azonban Jasper megjelenik, és megöli Garciát. Colt meglövi Jaspert, és választási lehetőséget ad neki: bilincs vagy puska. Mikor Jasper a golyót választja, Colt habozás nélkül végez vele. Ezután átadja a pendrive-ot Angelának és elhajt, miközben megérkezik az állami rendőrség.

## Szereplők
| Szerep                      | Színész              | Magyar hang      | Leírás |
| --------------------------- | -------------------- | ---------------- | --- |
| Colton MacReady             | Scott Adkins         | Moser Károly     | Ex-katona, aki segít bajbajutott húgán és unokahúgán, akiket megtámad egy korrupt seriff.                                                                           |
| Jasper Calloway seriff      | Nick Chinlund        | Seszták Szabolcs | Az arizonai rendőrség Santa Cruz megyei korrupt seriffje, aki titokban Fernando Garciának dolgozik.                                                                 |
| Walt Reynolds               | Jake La Botz         | N/A              | Colton bűnöző sógora. |
| Fernando "Golyóálló" Garcia | Tony Perez           | Németh Gábor     | A mexikói drogkirály és a kartell vezetője, a Garcia Kartell (Mexikó egyik legerősebb, legveszélyesebb és erőszakosabb kábítószer-kartellje) alapítója és vezetője. |
| Logan helyettes             | Scott Evans          | Rosta Sándor     | Calloway egységének tagja. |
| Wyatt helyettes             | Randy Hall           | Markovics Tamás  | Calloway egységének másik tagja. |
| Sesma                       | Umar Khan            | N/A              | Sicario és a Garcia Kartell tagja. |
| Angela Reynolds             | Caitlin Keats        | N/A              | Colton húga és Walt özvegye. |
| Hailey Reynolds             | Madison Lawlor       | N/A              | Colton unokahúga. |
| Ignacio                     | Julien Cesario       | N/A              | Garcia egyik fő sicariója és a Garcia Kartell magas rangú tagja. |
| Zavala                      | Jimmy Chhiu          | N/A              | Garcia Kartell tag. |
| Victor Garcia               | Ray Diaz             | N/A              | Garcia Kartell tag. |
| Reina                       | Robert Dill          | N/A              | Garcia Kartell tag. |
| Lobo                        | Anthony L. Fernandez | Debreczeny Csaba | Garcia Kartell tag. |
| mexikói 2#                  | Eddie J. Fernandez   | Nem szólal meg   | Garcia Kartell tag. |
| Pablo                       | Craig Henningsen     | Nem szólal meg   | Garcia egyik sicariója és Garcia Kartell tag. |
| Cruz                        | Jeremy Marinas       | Posta Victor     | Garcia másik fő sicariója és a Garcia Kartell magas rangú tagja. |
| Ramos                       | Nicholas Verdi       | N/A              | Garcia egyik sicariója és Garcia Kartell tag. |

## Megjelenés
A film világpremierére 2015. szeptember 16-án került sor a lengyel televízióban. December 4-én korlátozott számú moziban mutatták be, valamint Video on Demand platformon keresztül jelent meg az Amerikai Egyesült Államokban.

## A film készítése
Adkins elfoglaltsága miatti, "némi késés" után a forgatás 2014. december 3-án kezdődött, és 2015. február 3-án fejeződött be.

### Média kiadás
A filmet az Egyesült Államokban 2016. január 5-én adták ki Blu-ray és DVD formátumban.